# Kettenbruch
In der Mathematik und insbesondere der Zahlentheorie ist ein Kettenbruch (fortgesetzter Bruch) ein Ausdruck der Form
{\displaystyle a+{\cfrac {b}{c+{\cfrac {d}{e+{\cfrac {f}{\ddots }}}}}}\quad .}
Ein Kettenbruch (englisch continued fraction) ist also ein gemischter Bruch der Form {\displaystyle a+{\tfrac {b}{x}}}, bei dem der Nenner {\displaystyle x} wieder die Form eines gemischten Bruchs besitzt, wobei sich dieser Aufbau weiter so fortsetzt.
Jede reelle Zahl kann als ein Kettenbruch mit ganzen Zahlen {\displaystyle a,b,c,d,e,f,\dotsc } ausgedrückt werden. Kettenbrüche können daher als Zahlensystem bezeichnet werden, wie das Dezimalsystem. Sie dienen jedoch in erster Linie nicht zum Rechnen, sondern werden dazu verwendet, Approximationsaufgaben zu lösen: So liefern sie in der Zahlentheorie Näherungen für reelle Zahlen, indem diese durch einen Bruch aus ganzen Zahlen ausgedrückt werden, und in der numerischen Mathematik approximiert man durch sie Funktionen, ähnlich wie dies auch mittels Potenzreihen erreicht wird.
Von besonderer Bedeutung sind regelmäßige Kettenbrüche, auch reguläre oder einfache Kettenbrüche genannt. Ein solch regelmäßiger (regulärer/einfacher) Kettenbruch (englisch regular/simple continued fraction) zeichnet sich dadurch aus, dass alle Zähler {\displaystyle (b,d,f,\dotsc )} den Wert {\displaystyle 1} haben. Ein regulärer Kettenbruch ist also durch die Folge {\displaystyle a,c,e,\dotsc } bestimmt, und man schreibt ihn platzsparend als {\displaystyle [a;c,e,\dotsc ]}.
Daneben spielen die mit den regulären Kettenbrüchen eng verwandten negativ-regelmäßigen Kettenbrüche eine Rolle. Bei ihnen sind alle Zähler {\displaystyle (b,d,f,\dotsc )} auch alle gleich, jedoch gleich {\displaystyle -1} (sie werden auch Hirzebruch-Jung-Kettenbrüche genannt).
Kettenbrüche spielen zudem eine große Rolle in der Zahlentheorie. So zeigte zum Beispiel Joseph Liouville 1844 mit ihrer Hilfe, dass transzendente Zahlen existieren. Außer in der Zahlentheorie kommen Kettenbrüche in der Kryptographie, algebraischen Geometrie, Topologie, Funktionentheorie, numerischen Mathematik und bei der Analyse chaotischer Systeme zur Anwendung.

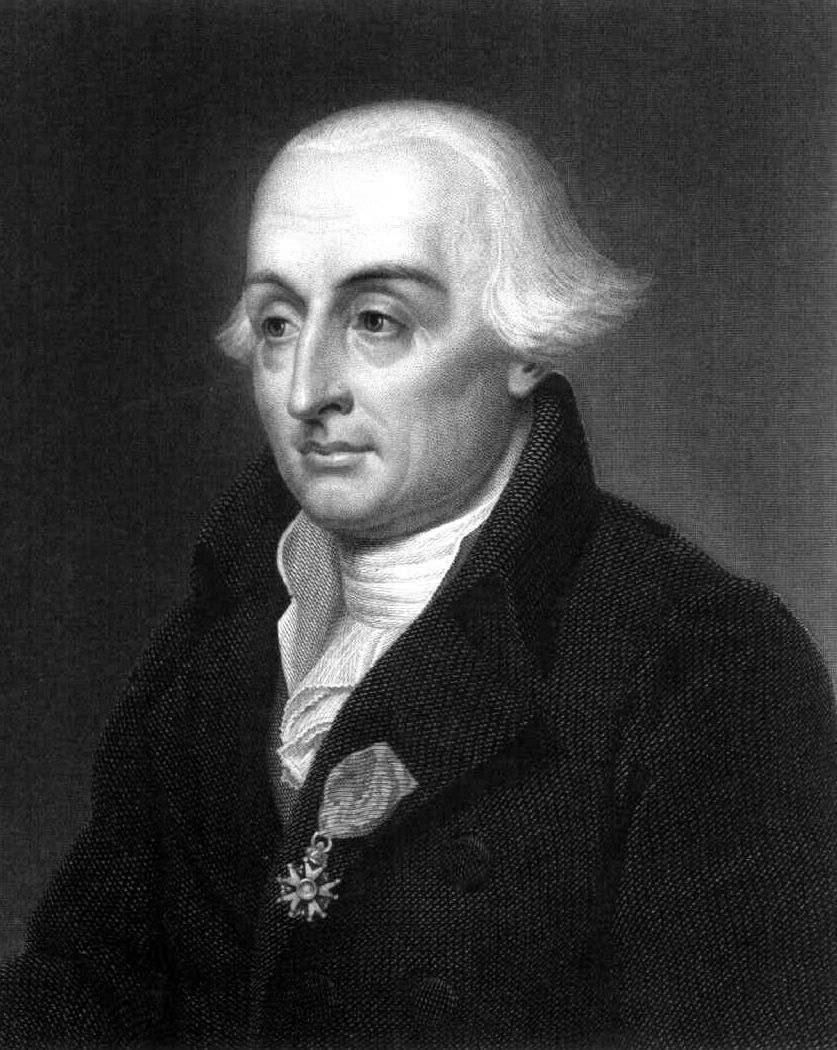
Joseph-Louis Lagrange gilt zusammen mit Leonhard Euler als der Begründer der Kettenbruchtheorie

## Geschichte
Kettenbrüche werden seit dem 16. Jahrhundert dazu verwendet, „gute Näherungsbrüche“ für irrationale Zahlen zu finden. Das bekannteste Beispiel ist die Näherung {\displaystyle 22/7} für {\displaystyle \pi }.

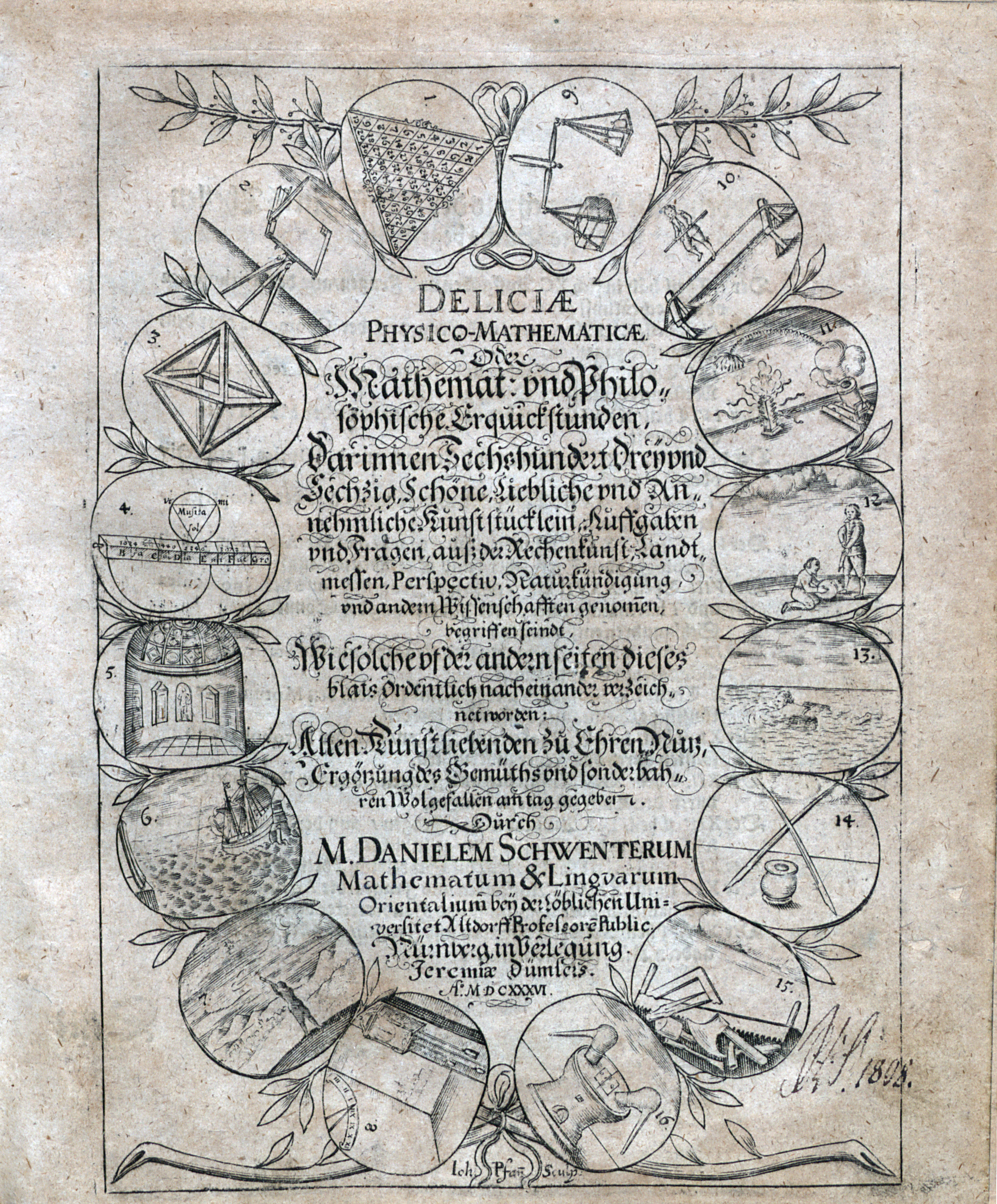
Deliciae physico-mathematicae, 1636

Rafael Bombelli verwendete Kettenbrüche bereits 1579, um damit Quadratwurzeln zu berechnen. Im Jahr 1613 veröffentlichte Pietro Cataldi ein Buch, in dem unter anderem auch Kettenbrüche auftauchen. 1636 finden sich Kettenbrüche im Buch Deliciae Physico-Mathematicae von Daniel Schwenter und ab 1655 in mehreren Büchern von John Wallis. Aus dem Bedürfnis, Brüche mit großen Nennern sowie natürliche Konstanten zu approximieren, beschäftigte sich zunächst Christiaan Huygens im 17. Jahrhundert mit Kettenbrüchen. Er berechnete damit aus den Umlaufzeiten der Planeten das Übersetzungsverhältnis der Zahnräder für sein Zahnradmodell des Sonnensystems. Huygens ermittelte für die Umlaufzeit um die Sonne das Verhältnis zwischen Saturn und Erde als
{\displaystyle {\frac {77\,708\,431}{2\,640\,858}}\approx 29{,}425448.}
Der reguläre Kettenbruch hierfür beginnt mit {\displaystyle [29;2,2,1,5,1,4,\dotsc ]}.
Approximiert man dieses Verhältnis mit dem Näherungsbruch, der entsteht, wenn man nur die ersten vier Einträge verwendet, dann beträgt der Fehler nur {\displaystyle 0{,}003123}, da
{\displaystyle 29+{\cfrac {1}{2+{\cfrac {1}{2+{\cfrac {1}{1}}}}}}={\cfrac {206}{7}}\approx 29{,}428571.}
In Leonhard Eulers Korrespondenz treten Kettenbrüche hingegen zuerst in einem ganz anderen Zusammenhang auf, nämlich in Verbindung mit der Riccatischen Differentialgleichung. Bald jedoch interessierte sich Euler für Kettenbrüche um ihrer selbst willen. Er entdeckte nämlich die folgenden drei wichtigen Eigenschaften:
1. Jede rationale Zahl kann durch einen endlichen regulären Kettenbruch dargestellt werden (der mit Hilfe des euklidischen Algorithmus berechnet werden kann).
2. Periodische reguläre Kettenbrüche stellen quadratische Irrationalzahlen dar; diese Aussage bewies Euler als Erster.
3. Die Entwicklung jeder reellen Zahl in einen regulären Kettenbruch liefert die besten rationalen Approximationen für diese Zahl.

Einige dieser Erkenntnisse hatte bereits Huygens gewonnen, dessen Arbeit Euler aber unbekannt war. Eulers Arbeiten – und darauf aufbauend die von Joseph-Louis Lagrange – begründeten die Theorie der Kettenbrüche.
Zur rationalen Approximation existiert neben dem Algorithmus von Euler auch ein Algorithmus von Lord William Brouncker. Euler zeigte um 1759, dass die beiden Algorithmen identisch sind. Johann Heinrich Lambert benutzte Kettenbrüche in seiner Arbeit von 1766 dazu, die Irrationalität von {\displaystyle \pi } zu zeigen. Seine Kettenbruchentwicklung der Tangensfunktion ist in der Abbildung rechts dargestellt.
Moritz Abraham Stern schuf 1832 die erste systematische Zusammenfassung der Theorie der Kettenbrüche. Im 19. Jahrhundert entwickelte sich die Theorie rasch weiter und so veröffentlichte Oskar Perron im Jahre 1913 eine Zusammenfassung des Wissensstandes, die bis heute als ein Standardwerk gilt (Neuauflage 1954/57).
Weitere wichtige Anwendungen waren und sind: Beweise für die Irrationalität oder die Transzendenz spezieller Zahlen und die Ermittlung von Schaltjahren (da ein Jahr mit 365,24219 Tagen etwas kürzer als 365¼ Tage ist, bedarf es zusätzlich zum Schalttag alle vier Jahre einer weiteren Korrektur; die beste Wahl dafür lässt sich mit Kettenbrüchen begründen).

## Definition

### Begriff des Kettenbruchs
Ein (endlicher oder unendlicher) Kettenbruch hat die Form
{\displaystyle b_{0}+{\cfrac {a_{1}}{b_{1}+{\cfrac {a_{2}}{b_{2}+{\cfrac {a_{3}}{b_{3}+{\cfrac {a_{4}}{\;\,\ddots }}}}}}}}\quad }
oder (im regulären Fall)
{\displaystyle b_{0}+{\cfrac {1}{b_{1}+{\cfrac {1}{b_{2}+{\cfrac {1}{b_{3}+{\cfrac {1}{\;\,\ddots }}}}}}}}},
wobei {\displaystyle b_{0}} und die {\displaystyle a_{i},b_{i}} für {\displaystyle i\in \mathbb {N} } reelle oder komplexe Zahlen und alle auftretenden Nenner {\displaystyle \neq 0} sind.
Meist gilt sogar {\displaystyle b_{0}\in \mathbb {Z} } und {\displaystyle a_{i},b_{i}\in \mathbb {N} } für {\displaystyle i\in \mathbb {N} }.
Die Brüche {\displaystyle {\tfrac {a_{i}}{b_{i}}}} bzw. {\displaystyle {\tfrac {1}{b_{i}}}} werden Teilbrüche genannt, {\displaystyle a_{i}} heißt der {\displaystyle i}-te Teilzähler und {\displaystyle b_{i}} der {\displaystyle i}-te Teilnenner. Die Teilzähler und Teilnenner nennt man (an Oskar Perron anschließend) auch Elemente des Kettenbruchs.
Ein Kettenbruch, der sich nach einem Teilbruch {\displaystyle {\tfrac {a_{i}}{b_{i}}}} nicht weiter fortsetzt, ist ein endlicher Kettenbruch.
Reguläre Kettenbrüche sind in der Zahlentheorie der bei weitem wichtigste Kettenbruchtyp. Bei der Approximation von reellen oder komplexen Funktionen verwendet man auch Kettenbrüche mit Unbekannten.
Manchmal benötigt man einen endlichen regulären Kettenbruch, bei dem der letzte Eintrag {\displaystyle b_{n}} eine reelle (nicht-ganze) Zahl ist. Dies ermöglicht zum Beispiel die Schreibweise {\displaystyle \textstyle \phi =[1;\phi ]=[1;1,\phi ]} usw. für die goldene Zahl. Auch werden bisweilen Kettenbrüche mit {\displaystyle a_{i}\in \mathbb {Z} } benutzt.

### Notation
Die Kurzschreibweise für einen allgemeinen Kettenbruch ist
{\displaystyle b_{0}+{\frac {a_{1}|}{|b_{1}}}+{\frac {a_{2}|}{|b_{2}}}+{\frac {a_{3}|}{|b_{3}}}+\cdots }
In Anlehnung an die Summen- und Produktzeichen {\displaystyle \textstyle \sum } und {\displaystyle \textstyle \prod } führte Gauß hierfür auch die folgende Schreibweise ein:
{\displaystyle b_{0}+{\underset {i=1}{\overset {\infty }{\mathbf {K} }}}{\frac {a_{i}}{b_{i}}}\,.}
Ein regulärer Kettenbruch wird oft in der folgenden Weise geschrieben:
{\displaystyle [b_{0};b_{1},b_{2},\dotsc ]}
Hierbei wird {\displaystyle b_{0}} gesondert aufgeführt, weil es anders als die nachfolgenden {\displaystyle b_{i}} auch negativ sein kann.
Die Notation für endliche Kettenbrüche ist dementsprechend
{\displaystyle b_{0}+{\frac {a_{1}|}{|b_{1}}}+{\frac {a_{2}|}{|b_{2}}}+\cdots +{\frac {a_{n}|}{|b_{n}}}\,,\quad b_{0}+{\underset {i=1}{\overset {n}{\mathbf {K} }}}{\frac {a_{i}}{b_{i}}}\,,\quad [b_{0};b_{1},\dotsc ,b_{n}]\,.}

### Darstellung als Komposition von Abbildungen
Man kann einen Kettenbruch auch als eine Komposition von Abbildungen {\displaystyle T_{i}\colon \mathbb {R} \to \mathbb {R} } darstellen. Dies liefert eine formalere Definition als die bisher gegebene.
Hierfür setzt man {\displaystyle T_{i}(x)={\tfrac {a_{i}}{b_{i}+x}}} und erhält
{\displaystyle b_{0}+{\underset {i=1}{\overset {n}{\mathbf {K} }}}{\frac {a_{i}}{b_{i}}}:=b_{0}+T_{1}\circ T_{2}\circ \cdots \circ T_{n-1}\circ T_{n}(0).}
Die Definition unendlicher Kettenbrüche erfolgt durch eine Grenzwertbetrachtung im Abschnitt Unendliche Kettenbrüche.

## Endliche Kettenbrüche

### Endliche Kettenbrüche und ihre Näherungsbrüche
Von nun an betrachten wir ausschließlich reguläre Kettenbrüche.
Bricht man den Kettenbruch {\displaystyle [b_{0};b_{1},\dotsc ,b_{N}]} nach dem {\displaystyle n}-ten Glied ab für ein {\displaystyle n\leq N}, so
heißt
{\displaystyle {\frac {p_{n}}{q_{n}}}=[b_{0};b_{1},\dotsc ,b_{n}]}
sein {\displaystyle n}-ter Näherungsbruch (oder auch {\displaystyle n}-te Konvergente). Die ersten Näherungsbrüche lauten offenbar
{\displaystyle {\frac {p_{0}}{q_{0}}}={\frac {b_{0}}{1}},\quad {\frac {p_{1}}{q_{1}}}=b_{0}+{\cfrac {1}{b_{1}}}={\frac {b_{0}b_{1}+1}{b_{1}}},\quad {\frac {p_{2}}{q_{2}}}=b_{0}+{\cfrac {1}{b_{1}+{\cfrac {1}{b_{2}}}}}={\frac {b_{0}b_{1}b_{2}+b_{0}+b_{2}}{b_{1}b_{2}+1}}}.
Bei dem Beispiel 41/29 = [1; 2, 2, 2, 2] sind das die Brüche {\displaystyle {\tfrac {1}{1}},{\tfrac {3}{2}},{\tfrac {7}{5}}}. Der dritte Näherungsbruch lautet {\displaystyle {\tfrac {17}{12}}} und der vierte ist gleich {\displaystyle {\tfrac {41}{29}}}, also identisch mit dem Ausgangsbruch.
Mit vollständiger Induktion beweist man das Bildungsgesetz für die Näherungsbrüche ({\displaystyle p_{n}} und {\displaystyle q_{n}} werden pro forma auch für {\displaystyle n={-1},{-2}} definiert, damit die Formeln ab {\displaystyle n=0} stimmen):
| {\displaystyle p_{n}=b_{n}p_{n-1}+p_{n-2}\,} |  |  | {\displaystyle p_{-1}=1\,} |  | {\displaystyle p_{-2}=0\,} |
| {\displaystyle q_{n}=b_{n}q_{n-1}+q_{n-2}\,} |  |  | {\displaystyle q_{-1}=0\,} |  | {\displaystyle q_{-2}=1\,} |

sowie die Beziehung
{\displaystyle q_{n}p_{n-1}-p_{n}q_{n-1}=(-1)^{n}\,}.
Daraus folgt, dass Näherungsbrüche stets in gekürzter Form vorliegen (wenn {\displaystyle p_{n}} und {\displaystyle q_{n}} beide durch eine natürliche Zahl größer als {\displaystyle 1} teilbar wären, dann müsste auch die rechte Seite durch diese Zahl teilbar sein, was aber nicht der Fall ist). Dividiert man durch {\displaystyle q_{n}q_{n-1}}, so folgt:
| {\displaystyle {\frac {p_{n-1}}{q_{n-1}}}-{\frac {p_{n}}{q_{n}}}={\frac {(-1)^{n}}{q_{n}q_{n-1}}}.} |  | (1) |
| {\displaystyle {\frac {p_{n-1}}{q_{n-1}}}-{\frac {p_{n}}{q_{n}}}={\frac {(-1)^{n}}{q_{n}q_{n-1}}}.} |  | (1) |

Beispielsweise hat man für den zweiten und dritten Näherungsbruch von {\displaystyle 41/29} die Beziehung
{\displaystyle {\frac {7}{5}}-{\frac {17}{12}}={\frac {(-1)^{3}}{60}}={\frac {-1}{60}}}.
Auf ähnliche Weise zeigt man
{\displaystyle q_{n}p_{n-2}-p_{n}q_{n-2}=(-1)^{n-1}b_{n}}
und
| {\displaystyle {\frac {p_{n-2}}{q_{n-2}}}-{\frac {p_{n}}{q_{n}}}={\frac {(-1)^{n-1}b_{n}}{q_{n}q_{n-2}}}.} |  | (2) |
| {\displaystyle {\frac {p_{n-2}}{q_{n-2}}}-{\frac {p_{n}}{q_{n}}}={\frac {(-1)^{n-1}b_{n}}{q_{n}q_{n-2}}}.} |  | (2) |

Diese Formeln sind grundlegend für die weiter unten besprochenen Konvergenzfragen bei unendlichen Kettenbrüchen.

### Matrixdarstellung
Das Bildungsgesetz für die Näherungsbrüche lässt sich auch elegant in Matrixform schreiben.
Man erhält dann (wieder mit vollständiger Induktion zu beweisen):
{\displaystyle {\begin{pmatrix}b_{0}&1\\1&0\end{pmatrix}}{\begin{pmatrix}b_{1}&1\\1&0\end{pmatrix}}\cdots {\begin{pmatrix}b_{n}&1\\1&0\end{pmatrix}}={\begin{pmatrix}p_{n}&p_{n-1}\\q_{n}&q_{n-1}\end{pmatrix}}.}
Da die Determinante jeder der Matrizen auf der linken Seite {\displaystyle -1} beträgt, folgt sofort
{\displaystyle p_{n}q_{n-1}-q_{n}p_{n-1}=(-1)^{n+1}}
und Multiplikation mit {\displaystyle -1} zeigt erneut die oben angegebene Gleichung.
Durch Transponieren beider Seiten der Gleichung folgt nun (da die Transposition des Produktes auf der linken Seite die Reihenfolge seiner Faktoren umkehrt), dass {\displaystyle [b_{n};b_{n-1},\dotsc ,b_{0}]={\tfrac {p_{n}}{p_{n-1}}}} und
{\displaystyle [b_{n};b_{n-1},\dotsc ,b_{1}]={\tfrac {q_{n}}{q_{n-1}}}} gelten.
Beispiel: Die Näherungsbrüche von {\displaystyle [1;1,2,3]={\tfrac {17}{10}}} lauten {\displaystyle {\tfrac {1}{1}}}, {\displaystyle {\tfrac {2}{1}}}, {\displaystyle {\tfrac {5}{3}}} und {\displaystyle {\tfrac {17}{10}}}. Es gilt
{\displaystyle {\begin{pmatrix}1&1\\1&0\end{pmatrix}}{\begin{pmatrix}1&1\\1&0\end{pmatrix}}{\begin{pmatrix}2&1\\1&0\end{pmatrix}}{\begin{pmatrix}3&1\\1&0\end{pmatrix}}={\begin{pmatrix}17&5\\10&3\end{pmatrix}}}
und die Transposition
{\displaystyle {\begin{pmatrix}3&1\\1&0\end{pmatrix}}{\begin{pmatrix}2&1\\1&0\end{pmatrix}}{\begin{pmatrix}1&1\\1&0\end{pmatrix}}{\begin{pmatrix}1&1\\1&0\end{pmatrix}}={\begin{pmatrix}17&10\\5&3\end{pmatrix}}}
ergibt {\displaystyle [3;2,1,1]={\tfrac {17}{5}}} sowie {\displaystyle [3;2,1]={\tfrac {10}{3}}}.

### Endliche Kettenbrüche und der euklidische Algorithmus

Umformung von 17/10 nach [1; 1, 2, 3] geometrisch veranschaulicht

Die Umwandlung einer rationalen Zahl in einen Kettenbruch erfolgt mit Hilfe des euklidischen Algorithmus.
Als Beispiel rechnen wir für {\displaystyle {\tfrac {17}{10}}=[1;1,2,3]} wie folgt:
{\displaystyle {\begin{aligned}17&=1\cdot 10+7\\10&=1\cdot 7+3\\7&=2\cdot 3+1\\3&=3\cdot 1\end{aligned}}}
Siehe dazu auch den Abschnitt Kettenbruchzerlegung im Artikel über den euklidischen Algorithmus. In der Abbildung ist dieses Verfahren veranschaulicht. Aus der folgenden Gleichungskette ist ersichtlich, dass die Kettenbruchentwicklung durch wiederholtes Einsetzen der Gleichungen des euklidischen Algorithmus entsteht:
{\displaystyle {\frac {17}{10}}=1+{\dfrac {7}{10}}=1+{\dfrac {\ \ 1\ \ }{\dfrac {10}{7}}}=1+{\dfrac {1}{1+{\dfrac {3}{7}}}}=1+{\dfrac {1}{1+{\dfrac {1}{\dfrac {7}{3}}}}}=1+{\dfrac {1}{1+{\dfrac {1}{2+{\dfrac {1}{3}}}}}}}
Das graphische Verfahren kann so erläutert werden: Man beginnt mit einem {\displaystyle 17\times 10} großen Rechteck. Darin bringt man so viele Quadrate der Seitenlänge {\displaystyle 10} unter, wie möglich (in diesem Beispiel geht das nur einmal). Es bleibt nun ein {\displaystyle 10\times 7} großes Rechteck unbedeckt, auf das man die Überlegung weiter anwendet. Die Anzahl der jeweils verwendeten Quadrate sind dabei die Teilnenner des Kettenbruchs.

## Unendliche Kettenbrüche

### Unendliche Kettenbrüche: Konvergenz und Näherungsbrüche

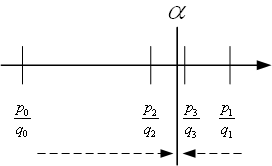
Die Näherungsbrüche mit geradem Index bilden eine steigende Folge, solche mit ungeradem Index eine fallende Folge. Beide konvergieren gegen.

Für eine (unendliche) Folge {\displaystyle b_{0},b_{1},\dotsc } ist der Kettenbruch {\displaystyle [b_{0};b_{1},\dotsc ]} nur dann definiert, wenn die Folge der Näherungsbrüche {\displaystyle (p_{n}/q_{n})_{n}} konvergiert. In diesem Fall hat der unendliche Kettenbruch {\displaystyle [b_{0};b_{1},\dotsc ]} den Wert {\displaystyle \lim _{n\to \infty }[b_{0};b_{1},\dotsc ,b_{n}]}.
Da hier nur reguläre Kettenbrüche behandelt werden, gilt: Jeder unendliche Kettenbruch konvergiert.
Das erkennt man folgendermaßen: Die Folge der Näherungsbrüche mit geraden Indizes, also {\displaystyle p_{0}/q_{0},p_{2}/q_{2},\dotsc } ist aufgrund Gleichung (2) monoton steigend, während die Folge mit ungeraden Indizes {\displaystyle p_{1}/q_{1},p_{3}/q_{3},\dotsc } monoton fallend ist, siehe Abbildung. Da außerdem jeder ungerade Näherungsbruch größer ist als jeder gerade, sind beide Folgen monoton und beschränkt und konvergieren daher. Ihre beiden Grenzwerte sind aber aufgrund Gleichung (1) gleich (da die {\displaystyle q_{n}} beliebig groß werden, geht die Differenz gegen 0).
Nun betrachte man {\displaystyle \alpha =[b_{0};b_{1},\dotsc ].}
Aus den oben angegebenen Formeln lässt sich die Differenz zwischen {\displaystyle \alpha } und dem {\displaystyle n}-ten Näherungsbruch abschätzen:
| {\displaystyle {\frac {b_{n+2}}{q_{n}q_{n+2}}}<\left\|\alpha -{\frac {p_{n}}{q_{n}}}\right\|<{\frac {1}{q_{n}q_{n+1}}}.} |  | (3) |
| {\displaystyle {\frac {b_{n+2}}{q_{n}q_{n+2}}}<\left\|\alpha -{\frac {p_{n}}{q_{n}}}\right\|<{\frac {1}{q_{n}q_{n+1}}}.} |  | (3) |

Als Beispiel für Gleichung (3) betrachte man den Kettenbruch der Quadratwurzel von 2. Im Abschnitt Periodische Kettenbrüche wird gezeigt, dass {\displaystyle {\sqrt {2}}=[1;2,2,\dotsc ]}.
Die ersten Näherungsbrüche dieses unendlichen Kettenbruchs sind {\displaystyle 1/1}, {\displaystyle 3/2}, {\displaystyle 7/5}, {\displaystyle 17/12}, {\displaystyle 41/29} und Gleichung (3) besagt in diesem Fall für {\displaystyle n=2}:
{\displaystyle {\frac {2}{5\cdot 29}}<\left|{\sqrt {2}}-{\frac {7}{5}}\right|<{\frac {1}{5\cdot 12}}}.
Klar ist nun, dass jede rationale Zahl einen endlichen Kettenbruch hat und dass jeder endliche Kettenbruch eine rationale Zahl darstellt. Diese Darstellung ist nicht eindeutig, da man das Ende des Kettenbruchs auf zwei Arten schreiben kann, ohne den Wert zu verändern: Man kann zwischen den Darstellungen {\displaystyle [\dotsc ,b_{n}+1]} und {\displaystyle [\dotsc ,b_{n},1]} wechseln. Jede irrationale Zahl hat aber eine eindeutige Darstellung:
Satz (Rationale und irrationale Zahlen, Eindeutigkeit der Darstellung):
Jede reelle Zahl kann als (regulärer) Kettenbruch dargestellt werden. Für irrationale Zahlen ist die Kettenbruchdarstellung unendlich und eindeutig. Rationale Zahlen entsprechen endlichen Kettenbrüchen und jede rationale Zahl hat genau zwei Kettenbruchdarstellungen.
Für den Beweis der Aussage, dass jeder unendliche Kettenbruch eine irrationale Zahl darstellt, gilt: Betrachtet man {\displaystyle \alpha =[b_{0};b_{1},\dotsc ]} und nimmt an, dass {\displaystyle \alpha =c/d} rational wäre, so ist
{\displaystyle 0<\left|{\frac {c}{d}}-{\frac {p_{n}}{q_{n}}}\right|<{\frac {1}{q_{n}q_{n+1}}}}
und Multiplikation mit {\displaystyle d} und {\displaystyle q_{n}} ergibt
{\displaystyle 0<|cq_{n}-dp_{n}|<{\frac {d}{q_{n+1}}}}.
Da die {\displaystyle q_{n+1}} für wachsendes {\displaystyle n} beliebig groß werden und die Zahl zwischen den Betragsstrichen stets eine ganze Zahl ist, liefert das einen Widerspruch. Somit ist {\displaystyle \alpha } nicht rational.

### Unendliche Kettenbrüche und der verallgemeinerte euklidische Algorithmus
Für irrationale Zahlen {\displaystyle \alpha } wird eine Verallgemeinerung des euklidischen Algorithmus verwendet. Dieser funktioniert auch für rationale Zahlen; wir prüfen deshalb in jedem Schritt, ob der Algorithmus abbricht:
1. Ist {\displaystyle \alpha } keine ganze Zahl, so setzt man {\displaystyle b_{0}=\lfloor \alpha \rfloor } (Ganzteil von {\displaystyle \alpha }) und {\displaystyle \alpha _{1}} auf das Inverse des Rests, also {\displaystyle \alpha _{1}=1/(\alpha -b_{0})}.
2. Falls {\displaystyle \alpha _{1}} nicht ganz ist, dann setzt man {\displaystyle b_{1}=\lfloor \alpha _{1}\rfloor } und {\displaystyle \alpha _{2}=1/(\alpha _{1}-b_{1})}.

Dieses Verfahren wird fortgesetzt, bis man ein ganzzahliges {\displaystyle \alpha _{n}} erhält (das geschieht natürlich nur dann, wenn der Startwert rational ist). Bei einem irrationalen {\displaystyle \alpha } bricht das Verfahren nicht ab. Die Zahlen {\displaystyle \alpha _{n}} werden vollständige Quotienten genannt. Es gilt
{\displaystyle \alpha =[b_{0};b_{1},\dotsc ,b_{n},\alpha _{n+1}]}.
Ähnlich wie das Bildungsgesetz für die Näherungsbrüche beweist man:
| {\displaystyle \alpha ={\frac {p_{n}\cdot \alpha _{n+1}+p_{n-1}}{q_{n}\cdot \alpha _{n+1}+q_{n-1}}}.} |  | (4) |
| {\displaystyle \alpha ={\frac {p_{n}\cdot \alpha _{n+1}+p_{n-1}}{q_{n}\cdot \alpha _{n+1}+q_{n-1}}}.} |  | (4) |

Beispiele: Wir berechnen die Kettenbruchentwicklung von {\displaystyle \pi } bis zur zweiten Stelle:
{\displaystyle \alpha _{0}=\pi \,} also {\displaystyle b_{0}=3\,},
{\displaystyle \alpha _{1}=1/(\pi -3)=7{,}0625\ldots } also {\displaystyle b_{1}=7\,},
{\displaystyle \alpha _{2}=1/0{,}0625\ldots =15{,}996\ldots } also {\displaystyle b_{2}=15\,}.
Sie lautet also {\displaystyle [3;7,15,\dotsc ]}. Weitere Stellen gibt es im Artikel Kreiszahl, ein Muster wurde jedoch bislang in der regulären Kettenbruchentwicklung von {\displaystyle \pi } nicht entdeckt.
Im Gegensatz dazu findet man ein klares Muster in den Kettenbrüchen der eulerschen Zahl
{\displaystyle {\begin{aligned}\mathrm {e} &=[2;\quad \;\;\;1,2,1,1,4,1,1,6,1,1,8,1,1,10,1,\dotsc ]\\&=[1;0,1,1,2,1,1,4,1,1,6,1,1,8,1,1,10,1,\dotsc ]\end{aligned}}}
sowie deren {\displaystyle n}-ter Wurzel
{\displaystyle {\sqrt[{n}]{\mathrm {e} }}=[1;n-1,1,1,3n-1,1,1,5n-1,1,1,7n-1,1,1,\dotsc ]}.
Bei der dritten Wurzel von {\displaystyle 2} gibt es wiederum kein Muster:
{\displaystyle {\sqrt[{3}]{2}}=[1;3,1,5,1,1,4,1,1,8,1,14,\dotsc ]}
Als Beispiel für die Verwendung von Gleichung (4) betrachte man die aufeinanderfolgenden Näherungsbrüche 17/12 und 41/29 von {\displaystyle {\sqrt {2}}=[1;{\overline {2}}]}.
Da die vollständigen Quotienten für {\displaystyle n>0} gleich {\displaystyle [2;{\overline {2}}]=1+{\sqrt {2}}} sind, gilt:
{\displaystyle {\sqrt {2}}={\frac {41\cdot (1+{\sqrt {2}})+17}{29\cdot (1+{\sqrt {2}})+12}}}
Wie im Abschnitt „Geschichte“ erwähnt, fand Euler heraus, dass periodische Kettenbrüche (so wie bei der Quadratwurzel von {\displaystyle 2} oder bei der goldenen Zahl) quadratischen Irrationalzahlen entsprechen, und Lagrange zeigte später, dass alle diese Zahlen periodische Kettenbrüche haben. Diesem Thema ist der übernächste Abschnitt gewidmet.

### Äquivalente Zahlen
Zwei reelle Zahlen {\displaystyle x,y} heißen äquivalent, wenn es ganze Zahlen {\displaystyle a,b,c,d} mit {\displaystyle ad-bc=\pm 1} gibt, sodass {\displaystyle y={\tfrac {ax+b}{cx+d}}} gilt. Das heißt, sie sind durch eine ganzzahlige Möbiustransformation mit Determinante {\displaystyle \pm 1} verbunden (Elementen der speziellen linearen Gruppe {\displaystyle \operatorname {SL} (2,\mathbb {Z} )}). Man sieht leicht, dass diese Definition tatsächlich eine Äquivalenzrelation auf den reellen Zahlen liefert: Mit {\displaystyle a=d=1,b=c=0} ist die Reflexivität gezeigt, mit {\displaystyle x={\tfrac {b-dy}{-a+cy}}} folgt die Symmetrie, und die Transitivität kann man explizit nachrechnen.
Jede rationale Zahl ist äquivalent zu 0, alle rationalen Zahlen bilden also eine Äquivalenzklasse. Daher ist diese Einteilung der reellen Zahlen hauptsächlich für irrationale Zahlen interessant. Die Beziehung zu ihren regelmäßigen Kettenbruchentwicklungen ergibt sich durch folgenden Satz von Serret:
Satz: Zwei irrationale Zahlen {\displaystyle x,y} sind genau dann äquivalent, wenn ihre Kettenbruchdarstellungen {\displaystyle x=[u_{0};u_{1},u_{2},\dotsc ]} und {\displaystyle y=[v_{0};v_{1},v_{2},\dotsc ]} so beschaffen sind, dass es natürliche Zahlen {\displaystyle h} und {\displaystyle k} gibt, sodass für alle {\displaystyle i\in \mathbb {N} } {\displaystyle u_{h+i}=v_{k+i}} gilt.
Die Übereinstimmung in ihren Kettenbruchdarstellungen bis auf eine unterschiedliche Anfangssequenz führt bei äquivalenten Zahlen zu asymptotisch gleichen Approximationseigenschaften. Ein Beispiel ist im Abschnitt Sätze über quadratische Approximierbarkeit angeführt (Gleichung 5).

### Andere unendliche Kettenbrüche
Natürlicher Logarithmus von 2
In der Analysis kommen auch unendliche Kettenbrüche vor, die von den oben genannte Regularitätsbedingungen abweichen, wobei die Teilnenner und die Teilzähler jedoch Folgen von reellen oder komplexen Zahlen bilden, die gewissen Konvergenzbedingungen genügen.
In diesem Zusammenhang wird immer wieder der Fall behandelt, bei dem alle Teilnenner (bis auf den 0-ten) gleich {\displaystyle 1} sind. Ein klassisches Beispiel dazu bietet die schon von Leonhard Euler angegebene Kettenbruchdarstellung des Logarithmus von {\displaystyle 2}, nämlich:
{\displaystyle \ln(2)={\cfrac {1}{1+{\cfrac {1}{1+{\cfrac {4}{1+{\cfrac {9}{1+{\cfrac {16}{1+{\cfrac {25}{1+{\cfrac {36}{1+{\cfrac {49}{1+\dotsb }}}}}}}}}}}}}}}}},
bei der die Teilzähler ab dem 2-ten aus der Folge der Quadratzahlen hervorgehen.
Der Logarithmusfunktion der Form {\displaystyle \ln(1+x)} hat eine Kettenbruchdarstellung mit Funktionsvariable {\displaystyle x} (siehe Logarithmus – Kettenbruch).

## Periodische Kettenbrüche

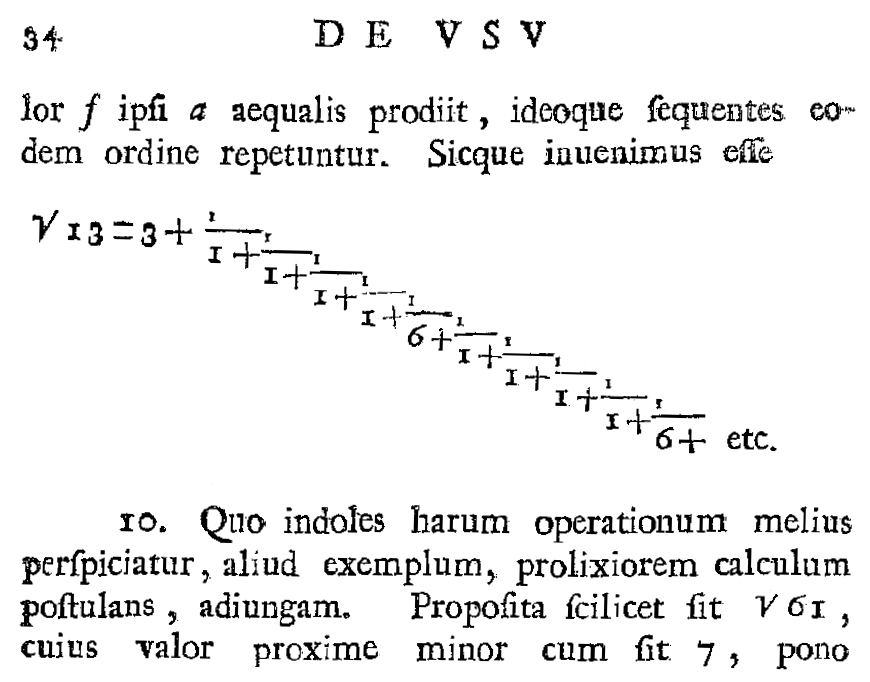
Kettenbruch der Quadratwurzel von 13 in Eulers De usu novi algorithmi in problemate Pelliano solvendo von 1767

Bei der Dezimaldarstellung reeller Zahlen entsprechen periodische Darstellungen den rationalen Zahlen. Man unterscheidet rein-periodische Dezimalbrüche, z. B. {\displaystyle 1/3=0,\mathbf {3} 3333\ldots }, und solche mit einer Vorperiode, wie bei {\displaystyle 1/6=0{,}1\mathbf {6} 666\ldots }.
Bei Kettenbrüchen spielen periodische Darstellungen ebenfalls eine besondere Rolle. Wie Euler und Lagrange herausfanden, entsprechen sie den quadratischen Irrationalzahlen (irrationale Lösungen quadratischer Gleichungen mit rationalen Koeffizienten). Insbesondere sind die Kettenbrüche derjenigen reellen Zahlen, die weder rational noch quadratische Irrationalzahlen sind, nicht-periodisch.
Ein Kettenbruch wird periodisch genannt, wenn es natürliche Zahlen {\displaystyle n,k} gibt, so dass für die Teilnenner {\displaystyle b_{j+k}=b_{j}} für alle {\displaystyle j\geq n+1} gilt. Das minimale {\displaystyle k} mit dieser Eigenschaft nennt man die Periode des Kettenbruchs, der dann in der Form
{\displaystyle x=[b_{0};b_{1},\dotsc ,b_{n},{\overline {b_{n+1},\dotsc ,b_{n+k}}}]}
geschrieben wird. Ist auch {\displaystyle n} minimal gewählt, heißt die Folge {\displaystyle b_{0},\dotsc ,b_{n}} die Vorperiode und {\displaystyle n+1} ihre Länge.

### Satz von Euler-Lagrange
Satz: Jeder periodische Kettenbruch ist eine quadratische Irrationalzahl und umgekehrt.
Der erste Teil des Satzes ist einfacher zu beweisen und stammt von Euler, während die Umkehrung schwieriger ist und erst später von Lagrange bewiesen wurde.

### Beispiele
1. Sei {\displaystyle x=[1;{\overline {1}}]}. Dann gilt {\displaystyle x=1+{\tfrac {1}{x}}}, also ist {\displaystyle x} Wurzel der quadratischen Gleichung {\displaystyle x^{2}-x-1=0}, woraus {\displaystyle x={\tfrac {1+{\sqrt {5}}}{2}}} folgt (da die andere Nullstelle negativ ist). Daher ist {\displaystyle x} die goldene Zahl (siehe auch den Artikel Goldener Schnitt).
2. Sei {\displaystyle x=[1;{\overline {2}}]}. Wir betrachten {\displaystyle y=x-1}. Dann ist {\displaystyle y={\tfrac {1}{2+y}}}, woraus {\displaystyle y^{2}+2y=1} und {\displaystyle y+1=\pm {\sqrt {2}}} folgt. Da {\displaystyle y>0} gilt, muss {\displaystyle y+1={\sqrt {2}}} sein. Daher gilt {\displaystyle x={\sqrt {2}}}.
3. Sei {\displaystyle x=[1;{\overline {1,2}}]}. Wir betrachten {\displaystyle y=x-1}. Dann ist {\displaystyle y={\tfrac {1}{1+{\frac {1}{2+y}}}}}, also {\displaystyle y={\tfrac {2+y}{3+y}}}, woraus {\displaystyle y^{2}+2y+1=3} und {\displaystyle y+1=\pm {\sqrt {3}}} folgt. Da {\displaystyle y>0} gilt, muss {\displaystyle y+1={\sqrt {3}}} sein. Daher gilt {\displaystyle x={\sqrt {3}}}.
4. Eine besondere Form periodischer unendlicher Kettenbrüche haben die sogenannten „noblen Zahlen“: Ihre Kettenbruchentwicklung endet stets mit {\displaystyle [\dotsc ,{\overline {1}}]}. Die goldene Zahl ist das wohl prominenteste Beispiel einer noblen Zahl.
5. Die Kettenbrüche irrationaler Quadratwurzeln rationaler Zahlen größer als 1 haben eine besondere Symmetrie: Für jede rationale Zahl {\displaystyle r>1}, die nicht Quadrat einer rationalen Zahl ist, gilt

{\displaystyle {\sqrt {r}}=[b_{0};{\overline {b_{1},b_{2},\dotsc ,b_{2},b_{1},2b_{0}}}]{\text{ mit }}b_{0}>0}
und umgekehrt ist das Quadrat jedes Kettenbruchs dieser Form eine rationale Zahl.
Die Vorperiode hat also stets Länge {\displaystyle 1}, der periodische Block ist zunächst symmetrisch und wird dann beendet mit {\displaystyle 2b_{0}}. Beispiele dafür sind:
{\displaystyle {\sqrt {\frac {39}{5}}}=[2;{\overline {1,3,1,4}}]}
{\displaystyle {\sqrt {14}}=[3;{\overline {1,2,1,6}}]}
Der Kettenbruch von {\displaystyle {\sqrt {13}}} in einem Werk von Euler über die Pellsche Gleichung ist rechts abgebildet. Die goldene Zahl {\displaystyle {\tfrac {1+{\sqrt {5}}}{2}}} hat diese Form nicht. Ein weiteres Gegenbeispiel dieser Art ist {\displaystyle {\sqrt {3}}+{\tfrac {1}{2}}=[2;{\overline {4,3}}]}.

### Formeln für Quadratwurzeln natürlicher Zahlen
Im vorigen Abschnitt wurde in den Beispielen 1 bis 3 der Wert von bereits gegebenen periodischen Kettenbrüchen ausgerechnet.
Die umgekehrte Richtung illustrieren wir wieder für Kettenbrüche von Quadratwurzeln natürlicher Zahlen. Dabei wird die dritte binomische Formel verwendet, um die Wurzel in den Nenner zu bekommen. (Häufiger kommt, z. B. in der Schulmathematik, das Erweitern mit Ausdrücken der Form {\displaystyle a\pm {\sqrt {b}}} in der umgekehrten Richtung vor, siehe Rationalmachen eines Nenners).
Für {\displaystyle {\sqrt {2}}} bekommt man:
{\displaystyle {\sqrt {2}}=1-1+{\sqrt {2}}=1+(-1+{\sqrt {2}}){\frac {1+{\sqrt {2}}}{1+{\sqrt {2}}}}=1+{\frac {1}{1+{\sqrt {2}}}}},
Diese Gleichung kann rekursiv in sich selbst eingesetzt werden, denn die Quadratwurzel im Nenner auf der rechten Seite ist gleich der Quadratwurzel, mit der wir begonnen haben.
Daraus ergibt sich, wie oben, die Darstellung {\displaystyle {\sqrt {2}}=[1;{\overline {2}}]}. Ganz ähnlich gilt:
{\displaystyle {\sqrt {5}}=2-2+{\sqrt {5}}=2+{\frac {1}{2+{\sqrt {5}}}}}, also {\displaystyle {\sqrt {5}}=[2;{\overline {4}}]}.
Diese beiden Beispiele kann man verallgemeinern zu:
{\displaystyle {\sqrt {n^{2}+1}}=n-n+{\sqrt {n^{2}+1}}=n+{\frac {1}{n+{\sqrt {n^{2}+1}}}}}, und daher {\displaystyle {\sqrt {n^{2}+1}}=[n;{\overline {2n}}]}.
In diesen Fällen ergibt sich nach dem ersten Schritt bereits ein Zähler von 1, so dass hier die Form eines regelmäßigen Kettenbruchs nach einem Schritt erreicht ist.
Bei der folgenden Formel muss man zwei Schritte durchführen, um einen Zähler von 1 zu bekommen. Die Periodenlänge ist hier also 2.
{\displaystyle {\sqrt {4n^{2}+2}}=2n+{\cfrac {1}{2n+{\cfrac {1}{2n+{\sqrt {4n^{2}+2}}}}}}}, also {\displaystyle {\sqrt {4n^{2}+2}}=[2n;{\overline {2n,4n}}]}.
Es gibt viele weitere Formeln dieser Art.
Es gibt auch allgemeine Abschätzungen der Periodenlänge {\displaystyle k}. Für rationale Zahlen {\displaystyle {\tfrac {p}{q}}} ist die Periodenlänge des Kettenbruchs der Quadratwurzel {\displaystyle {\sqrt {\tfrac {p}{q}}}} kleiner als {\displaystyle pq}. Daher ist die Periodenlänge der Quadratwurzel {\displaystyle {\sqrt {n}}} einer natürlichen Zahl {\displaystyle n} kleiner als {\displaystyle n}.

### Pellsche Gleichung
Periodische Kettenbrüche werden zur Lösung der Pellschen Gleichung {\displaystyle x^{2}-d\cdot y^{2}=\pm 1} verwendet.

## Beste Näherungen

### Zwei Möglichkeiten bester Näherung
In der Einleitung wurde erwähnt, dass die Bestimmung von „guten Näherungsbrüchen“ eine wichtige Anwendung von Kettenbrüchen ist. Es gilt nämlich, dass jeder Näherungsbruch der Kettenbruchentwicklung einer reellen Zahl eine besonders gute rationale Näherung dieser Zahl ist.
Da man jede irrationale Zahl beliebig genau durch rationale Zahlen approximieren kann, gibt es keine absolute beste Näherung an eine irrationale Zahl. Man unterscheidet stattdessen zwei Arten von „Rekordnäherungen“:
Definition: Ein Bruch {\displaystyle a/b} ist eine beste Näherung 1. Art für die reelle Zahl
{\displaystyle \alpha }, wenn für alle Brüche {\displaystyle c/d} mit {\displaystyle d\leq b} und {\displaystyle a/b\neq c/d} gilt:
{\displaystyle \left|\alpha -{\frac {a}{b}}\right|<\left|\alpha -{\frac {c}{d}}\right|.}
Einen besseren Näherungsbruch kann man also nur bekommen, wenn man größere Nenner als {\displaystyle b} erlaubt.
(Der Einfachheit halber beschränken wir uns auf positive reelle Zahlen und betrachten daher nur natürliche Zahlen {\displaystyle a,b,c,d} als Zähler und Nenner.) Weiter:
Ein Bruch {\displaystyle a/b} ist eine beste Näherung 2. Art für die reelle Zahl {\displaystyle \alpha }, wenn für alle Brüche {\displaystyle c/d} mit {\displaystyle d\leq b} und {\displaystyle a/b\neq c/d} gilt:
{\displaystyle \left|b\cdot \alpha -a\right|<\left|d\cdot \alpha -c\right|}
Beide Begriffe bester Näherung werden – je nach Anwendung – gebraucht.
Die stärkere Bedingung ist die zweite: Angenommen, es gibt einen Bruch {\displaystyle c/d} mit {\displaystyle d\leq b} und {\displaystyle \left|\alpha -{\tfrac {c}{d}}\right|\leq \left|\alpha -{\tfrac {a}{b}}\right|}, dann liefert die Multiplikation mit {\displaystyle d\leq b} die Ungleichung {\displaystyle \left|d\cdot \alpha -c\right|\leq \left|b\cdot \alpha -a\right|}. Das zeigt, dass ein Bruch, der nicht beste Näherung der 1. Art ist, auch keine beste Näherung 2. Art sein kann. Daraus folgt, dass jede beste Näherung 2. Art ebenso eine beste Näherung 1. Art ist.
Beispiel: Wir betrachten {\displaystyle 17/10=[1;1,2,3]}. Die Näherungsbrüche {\displaystyle p_{1}/q_{1}}, {\displaystyle p_{2}/q_{2}}, {\displaystyle p_{3}/q_{3}} lauten {\displaystyle 2/1}, {\displaystyle 5/3} und {\displaystyle 17/10} und sie bilden die vollständige Liste der besten Näherungen 2. Art. Es gibt jedoch weitere beste Näherungen 1. Art, nämlich {\displaystyle 3/2} und {\displaystyle 12/7}. Dieses Thema wird in den nächsten beiden Abschnitten behandelt.

### Näherungsbrüche sind beste Näherungen
Die Nützlichkeit der Näherungsbrüche zeigt sich in folgendem Satz:
Satz (Lagrange): Für jede reelle Zahl gilt: Jeder Näherungsbruch {\displaystyle p_{n}/q_{n}} mit {\displaystyle n>0} ist eine beste Näherung 2. Art (und daher auch eine beste Näherung 1. Art).
Für einen 0-ten Näherungsbruch gilt dies nicht immer, da dieser beispielsweise bei {\displaystyle 17/10} den Wert {\displaystyle 1} hat, aber die ganze Zahl {\displaystyle 2} eine bessere Näherung mit Nenner {\displaystyle 1} darstellt.
Man kann diesen Satz im Fall von besten Näherungen 2. Art umkehren:
Satz: Jede beste Näherung 2. Art einer reellen Zahl ist ein Näherungsbruch ihrer (regulären) Kettenbruchentwicklung.
Für Näherungen 1. Art gilt dies jedoch nicht, wie oben im Beispiel 17/10 dargestellt. Man kann jedoch die zusätzlich auftretenden Brüche charakterisieren: Sie entstehen als Medianten (Farey-Summen) von Näherungsbrüchen und werden Nebennäherungsbrüche genannt. Näheres dazu im nächsten Abschnitt.

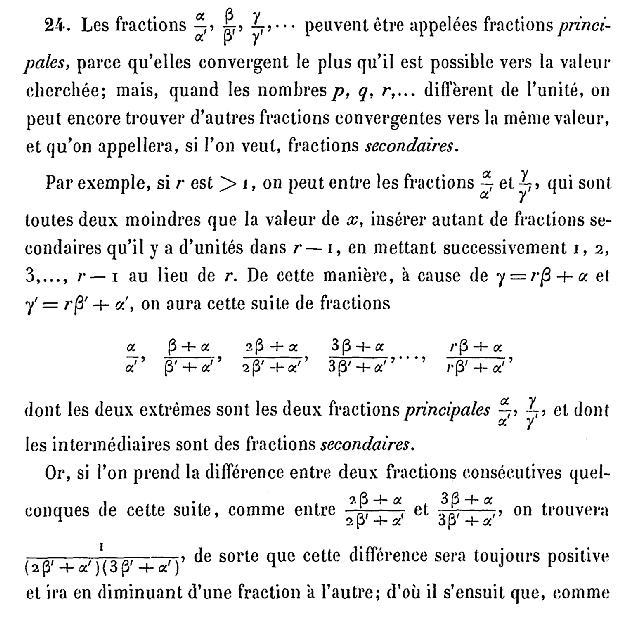
Nebennäherungsbrüche in Lagranges Additions au mémoire sur la résolution des équations numériques aus dem Jahr 1770 (Seite 567)

Beispiel: Angenommen, man sucht die kleinste natürliche Zahl {\displaystyle q}, für die der Abstand von {\displaystyle q\cdot {\sqrt {2}}} von der nächstgelegenen ganzen Zahl kleiner als {\displaystyle 1/1000} ist. Aufgrund des letzten Satzes muss {\displaystyle q} in der Folge der Näherungsbruch-Nenner {\displaystyle q_{n}} von {\displaystyle {\sqrt {2}}=[1;2,2,\dotsc ]} enthalten sein. Die ersten Nenner lauten, wie schon oben ausgerechnet, {\displaystyle 1,2,5,12,29}. Diese lassen sich, aufgrund der periodischen Teilnenner, leicht durch die Rekursion {\displaystyle q_{n}=2\cdot q_{n-1}+q_{n-2}} (eine Lucas-Folge) mit {\displaystyle 70,169,408,985} usw. fortsetzen. Der Näherungsbruch {\displaystyle p_{7}/q_{7}} ist gleich {\displaystyle 577/408} und es gilt {\displaystyle 408\cdot {\sqrt {2}}=576{,}99913}, sodass der Abstand zu {\displaystyle 577} kleiner als die geforderte Genauigkeit ist. Das gesuchte {\displaystyle q} ist also gleich {\displaystyle 408}, da die Genauigkeit von {\displaystyle 1/1000} für {\displaystyle p_{6}/q_{6}} gleich {\displaystyle 239/169} nicht erreicht ist ({\displaystyle 169\cdot {\sqrt {2}}=239{,}00209}).
Die gleiche Frage für die goldene Zahl {\displaystyle \phi } führt zur Überprüfung von {\displaystyle f_{n}\cdot \phi } für Elemente {\displaystyle f_{n}} der Fibonacci-Folge und man erhält als Ergebnis {\displaystyle q=610}, was zu dem Näherungsbruch {\displaystyle p_{15}/q_{15}} gehört. Bei der Kreiszahl {\displaystyle \pi } erfüllt bereits der dritte Näherungsbruch ({\displaystyle 355/113}) diese Bedingung.

### Approximation von oben und unten, Nebennäherungsbrüche
Schon 1770 hatte sich Lagrange mit dem Thema beschäftigt, welche Näherungen 1. Art zusätzlich zu den Näherungsbrüchen auftreten (siehe Abbildung rechts). Er wurde zu den „fractions secondaires“ geführt, die im Deutschen Nebennäherungsbrüche genannt werden.
Es handelt sich um Medianten benachbarter Näherungsbrüche:
Definition: Für zwei positive Brüche {\displaystyle a/b}, {\displaystyle c/d} mit {\displaystyle a/b<c/d} heißt {\displaystyle (a+c)/(b+d)} der Mediant (oder die Farey-Summe) der beiden Brüche. Der Mediant hat die einfach zu zeigende Eigenschaft, dass {\displaystyle a/b<(a+c)/(b+d)<c/d}.
Aufgrund dieser Eigenschaft kann man die Bildung des Medianten wiederholt ausführen (iterieren) und bekommt Brüche der Form
{\displaystyle {\frac {a+r\cdot c}{b+r\cdot d}},}
die eine aufsteigende Folge bilden. Für die folgende Definition der Nebennäherungsbrüche werden also iterierte Medianten benachbarter Näherungsbrüche gebildet:
Definition: Die zu einem Kettenbruch gehörenden Brüche
{\displaystyle {\frac {p_{n,r}}{q_{n,r}}}={\frac {r\cdot p_{n+1}+p_{n}}{r\cdot q_{n+1}+q_{n}}},\,r=1,\dotsc ,b_{n+2}-1}
heißen Nebennäherungsbrüche. Sie liegen zwischen dem {\displaystyle n}-ten und dem {\displaystyle (n+2)}-ten Näherungsbruch. Für gerades {\displaystyle n} bilden sie eine steigende Folge und für ungerades {\displaystyle n} eine fallende Folge.
Anmerkung: im besonderen Fall {\displaystyle n={-1}} verwendet man {\displaystyle p_{-1}=1}, {\displaystyle q_{-1}=0} und erhält eine fallende Folge, die größer ist als {\displaystyle p_{1}/q_{1}}.
Satz (Lagrange 1798): Jede beste Näherung 1. Art einer reellen Zahl ist ein Näherungsbruch oder ein Nebennäherungsbruch ihrer Kettenbruchentwicklung.
Eine Charakterisierung der Menge der Näherungsbrüche und Nebennäherungsbrüche kann man wie folgt erhalten:
Satz (Lagrange 1798): Für jede reelle Zahl {\displaystyle \alpha } gilt:
a) Jeder Bruch, der zwischen {\displaystyle \alpha } und einem Näherungs- oder Nebennäherungsbruch liegt, hat einen größeren Nenner als dieser.
b) Ist umgekehrt ein Bruch {\displaystyle a/b} von der Art, dass jeder Bruch, der zwischen {\displaystyle \alpha } und {\displaystyle a/b} liegt, einen Nenner größer als {\displaystyle b} hat, dann ist {\displaystyle a/b} ein Näherungs- oder Nebennäherungsbruch.
In anderen Worten: Betrachtet man nur approximierende Brüche größer als {\displaystyle \alpha } (oder umgekehrt kleiner als {\displaystyle \alpha }), so sind die Rekordnäherungen vollständig durch die Menge der Näherungs- oder Nebennäherungsbrüche beschrieben.

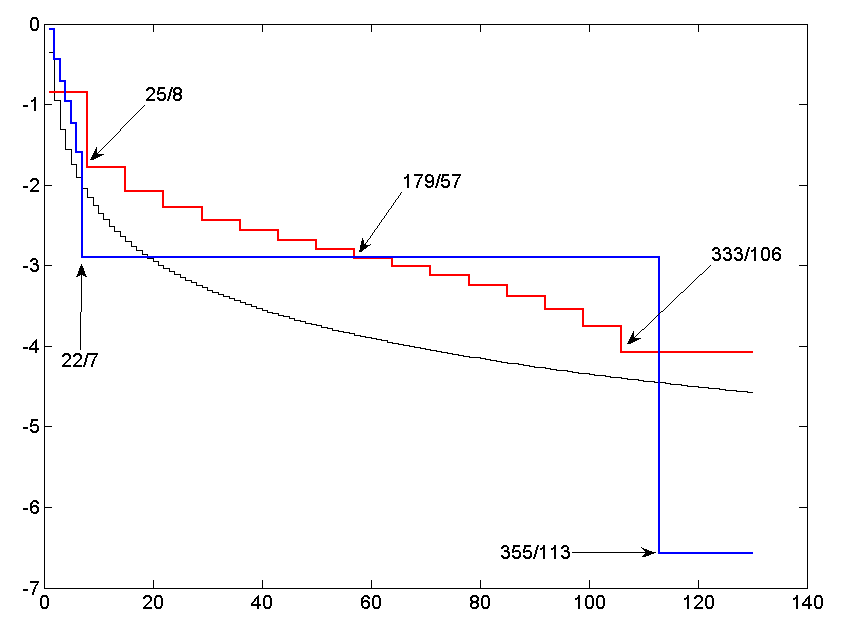
(Neben-)Näherungsbrüche von (Erläuterung im Text)

In der Definition der besten Näherung 1. Art werden aber die Approximationen von oben und unten gleichzeitig betrachtet. Die Analyse dieser Situation (Verfeinerung des vorletzten Satzes) ergibt:
Satz: Es sei {\displaystyle m=b_{n+2}-1} die Anzahl der Nebennäherungsbrüche zwischen dem {\displaystyle n}-ten und dem {\displaystyle (n+2)}-ten Näherungsbruch. Dann gilt: Ist {\displaystyle m} gerade, so ergibt die zweite Hälfte der Nebennäherungsbrüche beste Näherungen 1. Art, die erste Hälfte aber nicht. Das Gleiche gilt – mit Ausnahme des mittleren Elements –, wenn {\displaystyle m} ungerade ist. Für den mittleren Bruch gibt es eine kompliziertere Bedingung, die wir hier nicht angeben.
Beispiele:
a) Wir betrachten das einfache Beispiel {\displaystyle [1;5,2]=13/11}. Die Näherungsbrüche sind {\displaystyle 1/1}, {\displaystyle 6/5} und {\displaystyle 13/11}. Die Nebennäherungsbrüche für {\displaystyle n={-1}} sind {\displaystyle 2/1}, {\displaystyle 3/2}, {\displaystyle 4/3}, {\displaystyle 5/4} (größer als {\displaystyle 6/5}) und für {\displaystyle n=0} ist es der Bruch {\displaystyle 7/6} (zwischen {\displaystyle 1/1} und {\displaystyle 13/11}).
b) Für die Kreiszahl {\displaystyle \pi =[3;7,15,1,292,\dotsc ]} lauten die ersten Näherungsbrüche {\displaystyle 3/1}, {\displaystyle 22/7}, {\displaystyle 333/106} und {\displaystyle 355/113}.
Die Nebennäherungsbrüche sind für {\displaystyle n={-1}} die Brüche {\displaystyle 4/1}, {\displaystyle 7/2}, {\displaystyle 10/3}, {\displaystyle 13/4}, {\displaystyle 16/5}, {\displaystyle 19/6}. Sie bilden eine fallende Folge und die letzten drei sind beste Näherungen 1. Art. (Die ersten drei sind weiter entfernt von {\displaystyle \pi } als der Näherungsbruch {\displaystyle p_{0}/q_{0}=3/1}).
Für {\displaystyle n=0} findet man die Nebennäherungsbrüche {\displaystyle 25/8}, {\displaystyle 47/15}, {\displaystyle 69/22}, {\displaystyle 91/29}, {\displaystyle 113/36}, {\displaystyle 135/43}, {\displaystyle 157/50}, {\displaystyle 179/57}, {\displaystyle 201/64}, {\displaystyle 223/71}, {\displaystyle 245/78}, {\displaystyle 267/85}, {\displaystyle 289/92}, {\displaystyle 311/99}. Diese {\displaystyle 14} Brüche bilden eine steigende Folge und die letzten sieben sind beste Näherungen 1. Art.
In der Abbildung rechts sind diese (Neben-)Näherungsbrüche illustriert: Auf der {\displaystyle y}-Achse ist {\displaystyle \log _{10}|\pi -p/q|} gegen {\displaystyle q} auf der {\displaystyle x}-Achse abgetragen. Außer den Näherungen von unten (rot) und von oben (blau) enthält die Graphik noch die Schranke {\displaystyle 1/({\sqrt {5}}\cdot q^{2})}, deren Bedeutung im nächsten Abschnitt klar wird. Gut zu sehen ist, dass nur die zweite Hälfte der Nebennäherungsbrüche für {\displaystyle n=0} eine bessere Näherung liefert als {\displaystyle 22/7}. Außerdem sieht man, dass die Näherung durch {\displaystyle 355/113} außergewöhnlich gut ist (Grund dafür: Der nächste Teilnenner ist mit {\displaystyle 292} sehr groß).

### Sätze über quadratische Approximierbarkeit
In diesem Abschnitt stellen wir Ergebnisse vor, die zum Thema „Diophantische Approximation“ überleiten.
Aus Gleichung (3) folgt wegen {\displaystyle q_{n+1}>q_{n}}: Zu jeder irrationalen Zahl {\displaystyle \alpha } gibt es unendlich viele Brüche {\displaystyle a/b} mit
{\displaystyle \left|\alpha -{\frac {a}{b}}\right|<{\frac {1}{b^{2}}}.}
Umgekehrt gilt für jede reelle Zahl {\displaystyle \alpha }:
Satz (Legendre): Erfüllt ein Bruch {\displaystyle a/b} die Ungleichung {\displaystyle \left|\alpha -{\tfrac {a}{b}}\right|<{\tfrac {1}{2b^{2}}},} so ist {\displaystyle a/b} ein Näherungsbruch von {\displaystyle \alpha }.
Diese Ungleichung wird jedoch nicht von jedem Näherungsbruch erfüllt. Es gilt aber:
Satz (Vahlen, 1895): Von jeweils zwei aufeinanderfolgenden Näherungsbrüchen der reellen Zahl {\displaystyle \alpha } erfüllt mindestens einer die Ungleichung
{\displaystyle \left|\alpha -{\frac {p_{n}}{q_{n}}}\right|<{\frac {1}{2\;q_{n}^{2}}}.}
Insbesondere gibt es auch hier für irrationales {\displaystyle \alpha } unendlich viele Brüche mit dieser Eigenschaft.
Bezieht man drei Näherungsbrüche in die Auswahl ein, so gilt sogar:
Satz (Émile Borel, 1903): Von jeweils drei aufeinanderfolgenden Näherungsbrüchen der reellen Zahl {\displaystyle \alpha } erfüllt mindestens einer die Ungleichung
{\displaystyle \left|\alpha -{\frac {p_{n}}{q_{n}}}\right|<{\frac {1}{{\sqrt {5}}\;q_{n}^{2}}}.}
Insbesondere gibt es für irrationales {\displaystyle \alpha } unendlich viele Brüche mit dieser Eigenschaft.
Man könnte angesichts dieser Ergebnisse vermuten, dass man die Bedingung durch Einbeziehen von vier oder mehr aufeinanderfolgenden Näherungsbrüche weiter verschärfen kann. Dies ist aber nicht der Fall:
Satz (Hurwitz, 1891, siehe auch Satz von Hurwitz):
Sei {\displaystyle \phi =[1;1,\dotsc ]} die goldene Zahl. Dann gibt es für jede reelle Zahl {\displaystyle c} mit {\displaystyle c>{\sqrt {5}}} nur endlich viele Brüche {\displaystyle a/b} mit
{\displaystyle \left|\phi -{\frac {a}{b}}\right|<{\frac {1}{c\;b^{2}}}.}
Eine Verschärfung lässt sich nun nur erreichen, wenn man die zu {\displaystyle \phi } äquivalenten Zahlen ausschließt:
Satz (Hurwitz, 1891):
Für alle irrationalen Zahlen {\displaystyle \alpha }, die nicht äquivalent zu {\displaystyle \phi } sind, gibt es unendlich viele Brüche {\displaystyle a/b} mit
| {\displaystyle \left\|\alpha -{\frac {a}{b}}\right\|<{\frac {1}{{\sqrt {8}}\;b^{2}}}.} |  | (5) |
| {\displaystyle \left\|\alpha -{\frac {a}{b}}\right\|<{\frac {1}{{\sqrt {8}}\;b^{2}}}.} |  | (5) |

Durch weiteres Ausschließen von Äquivalenzklassen kann man die Konstante {\displaystyle c} weiter vergrößern. Die dabei auftretenden Werte {\displaystyle c} bilden das sogenannte Lagrange-Spektrum. Sie konvergieren gegen die Zahl 3 und sind mit den Markoff-Zahlen verwandt.

## Eigenschaften fast aller irrationalen Zahlen

Beispiele für augenscheinliche, aber bislang nicht nachgewiesene Konvergenz gegen die Chintschin-Konstante,
Rot: (Kreiszahl),
Blau: (Euler-Mascheroni-Konstante),
Grün: ∛2 (Kubikwurzel aus 2).
Schwarze Linie: Chintschin-Konstante

Nachweislich keine Konvergenz gegen die Chintschin-Konstante,
Rot: (Eulersche Zahl),
Blau: √2 (Wurzel 2),
Grün: √3 (Wurzel 3).
Schwarze Linie: Chintschin-Konstante

### Chintschin-Konstante
Die sogenannte metrische Kettenbruchtheorie beschäftigt sich mit Eigenschaften, die typische reelle Zahlen haben.
Sie geht auf den gleichnamigen Artikel von Alexander Chintschin in der Zeitschrift Compositio Mathematica aus dem Jahr 1935 zurück, aber auch Gauß beschäftigte sich schon mit ähnlichen Themen. Typisch ist hier im maßtheoretischen Sinn zu verstehen: Man formuliert Eigenschaften, die, bis auf eine Nullmenge, alle reellen Zahlen besitzen. In diesem Fall sagt man, dass fast alle reellen Zahlen diese Eigenschaft haben.
Das Ergebnis von Chintschin lautet: Für fast alle reellen Zahlen konvergiert {\displaystyle \textstyle {\sqrt[{n}]{b_{1}b_{2}\cdots b_{n}}}} für {\displaystyle n\to \infty } gegen die Konstante
{\displaystyle \prod _{r=1}^{\infty }\left(1+{\frac {1}{r(r+2)}}\right)^{\log _{2}r}=2{,}685452001\ \dots \quad } (Folge A002210 in OEIS).
Das geometrische Mittel der Teilnenner fast jeder reellen Zahl konvergiert also gegen eine feste Konstante. Zu den Ausnahmen gehören alle rationalen Zahlen, da sie nur endlich viele Teilnenner besitzen – aber sie bilden eben auch nur eine Nullmenge der reellen Zahlen.
Es ist nicht bekannt, ob diese sogenannte Chintschin-Konstante rational, algebraisch irrational oder transzendent ist.
Die Kettenbruchentwicklungen von Zahlen, für die der Grenzwert nicht existiert oder ungleich der Chintschin-Konstante ist, sind meist besonders regelmäßig. Dies gilt für reelle Lösungen quadratischer Gleichungen (periodische Kettenbruchentwicklung, z. B. die Quadratwurzel von {\displaystyle 2}), die Eulersche Zahl {\displaystyle e} (Muster wurde weiter oben erwähnt) und beispielsweise alle Zahlen der Form {\displaystyle e^{1/n}} oder {\displaystyle e^{2/n}} ({\displaystyle n\in \mathbb {N} }).
Rechts sind Diagramme zu den Graphen der Funktion {\displaystyle \textstyle n\mapsto {\sqrt[{n}]{b_{1}b_{2}\cdots b_{n}}}} für je drei Beispiele zu sehen.

### Vergleich von Kettenbruchdarstellung und Dezimaldarstellung
Der Satz von Lochs besagt folgendes: Für fast jede reelle Zahl zwischen {\displaystyle 0} und {\displaystyle 1} bekommt man auf lange Sicht für jedes weitere Glied eines Kettenbruchs {\displaystyle {\tfrac {\pi ^{2}}{6\ln 2\ln 10}}\approx 1{,}03064}-viele gültige Dezimalstellen. Damit ist die Darstellung mit Kettenbrüchen (für fast alle Zahlen) nur geringfügig effizienter als die Dezimaldarstellung. Die Lochs-Konstante ist mit der Lévy-Konstante {\displaystyle \lim _{n\to \infty }{\sqrt[{n}]{q_{n}}}=e^{\frac {\pi ^{2}}{12\ln 2}}} verwandt (sie ist das Doppelte des Zehner-Logarithmus der Lévy-Konstante).